# Хан, Мотиулла
Мотиулла Хан (англ. Motiullah Khan; 31 января 1938, Бахавалпур, Британская Индия — 12 августа 2022, Бахавалпур, Пенджаб) — пакистанский хоккеист (хоккей на траве), нападающий. Олимпийский чемпион 1960 года, серебряный призёр летних Олимпийских игр 1956 и 1964 годов.

## Биография
Мотиулла Хан родился 31 января 1938 года в индийском городе Бахавалпур (сейчас в Пакистане).
В 1956 году вошёл в состав сборной Пакистана по хоккею на траве на Олимпийских играх в Мельбурне и завоевал серебряную медаль. Играл на позиции нападающего, провёл 4 матча, забил 2 мяча (по одному в ворота сборных Новой Зеландии и Великобритании).
В 1960 году вошёл в состав сборной Пакистана по хоккею на траве на Олимпийских играх в Риме и завоевал золотую медаль. Играл на позиции нападающего, провёл 6 матчей, забил 1 мяч в ворота сборной Польши.
В 1963 году удостоен правительственного ордена Совершенства.
В 1964 году вошёл в состав сборной Пакистана по хоккею на траве на Олимпийских играх в Мельбурне и завоевал серебряную медаль. Играл на позиции нападающего, провёл 6 матчей, мячей не забивал.
В 1958 и 1962 годах в составе сборной Пакистана стал чемпионом летних Азиатских игр в Токио и Джакарте.
В 1956—1968 годах провёл за сборную Пакистана 68 матчей, забил 13 мячей.
Умер 12 августа 2022 года в Бахавалпуре.

## Семья
Племянники Мотиуллы Хана Самиулла Хан (род. 1951) и Калимулла Хан (род. 1958) также выступали за сборную Пакистана по хоккею на траве. Самиулла Хан — бронзовый призёр летних Олимпийских игр 1976 года, Калимулла Хан — чемпион летних Олимпийских игр 1984 года.

## Увековечение
В Бахавалпуре его именем назван международный хоккейный стадион «Мотиулла».